# Ouallam
Ouallam este o comună urbană din departamentul Ouallam, regiunea Tillabéri, Niger, cu o populație de 50.482 de locuitori (2001).